# Beccarinda erythrotricha
Beccarinda erythrotricha är en tvåhjärtbladig växtart som beskrevs av Wen Tsai Wang. Beccarinda erythrotricha ingår i släktet Beccarinda och familjen Gesneriaceae. Inga underarter finns listade i Catalogue of Life.